# 朝陽つばさ
朝陽 つばさ（あさひ つばさ、5月30日 - ）は、元宝塚歌劇団月組男役。
群馬県前橋市、東京農業大学第二高校出身。169cm。愛称は「あさぴ」、「つーたん」。

## 来歴
2011年4月、宝塚音楽学校入学。同期には野々花ひまり、美園さくら、彩みちる、小桜ほのか、OGに笘篠ひとみ、舞雛かのんらがいる。
2013年3月、宝塚歌劇団に99期生として入団。入団時の成績は32番。雪組公演「ベルサイユのばら －フェルゼン編－」で初舞台。
2014年2月、組廻りを経て月組に配属。
2025年3月9日、『ゴールデン・リバティ／PHOENIX RISING -IN THE MOONLIGHT-』千秋楽をもって、宝塚歌劇団を退団。

## 主な舞台

### 初舞台公演
- 2013年4月～5月、雪組『ベルサイユのばら－フェルゼン編－』（宝塚大劇場のみ）

### 組廻り
- 2013年11月～2014年2月、雪組『Shall we ダンス？／CONGRATULATIONS 宝塚!!』

### 月組配属後
- 2014年3月～6月、『宝塚をどり／明日への指針－センチュリー号の航海日誌－／TAKARAZUKA 花詩集100!!』
- 2014年9月～12月、『PUCK（パック）／CRYSTAL TAKARAZUKA－イメージの結晶－』
- 2015年2月～3月、『風と共に去りぬ』（中日劇場）
- 2015年4月～7月、『1789－バスティーユの恋人たち－』
- 2015年8月～9月、『A－EN（エイエン）ARTHUR VERSION』（宝塚バウホール）サンディー（男子生徒）／トレイシー（女子生徒）
- 2015年11月～2016年2月、『舞音－MANON－／GOLDEN JAZZ』水の精霊[運命のダンサー]
- 2016年6月～9月、『NOBUNAGA＜信長＞－下天の夢－／Forever LOVE!!』新人公演：三淵藤英（本役：優ひかる）
- 2016年10月～11月、『アーサー王伝説』（文京シビックホール・シアタードラマシティ）サグラモール【円卓の騎士】
- 2017年1月～3月、『グランドホテル／カルーセル輪舞曲（ロンド）』新人公演：ベルボーイ
- 2017年5月、『長崎しぐれ坂／カルーセル輪舞曲（ロンド）』（博多座）
- 2017年7月～10月、『All for One～ダルタニアンと太陽王～』新人公演：シモン【酒場の主人】（本役：輝城みつる）
- 2017年12月、『Arkadia－アルカディア－』（宝塚バウホール）レイモン
- 2018年2月、『カンパニー -努力（レッスン）、情熱（パッション）、そして仲間たち（カンパニー）』『BADDY（バッディ）－悪党（ヤツ）は月からやって来る－』新人公演：バーバリアン（本役：蓮つかさ)
- 2018年6月～7月、『雨に唄えば』（TBS赤坂ACTシアター）警官、発声法の先生[3]
- 2018年8月～11月、『エリザベート -愛と死の輪舞-』新人公演：ラウシャー（本役：千海華蘭）
- 2019年1月、『ON THE TOWN』（東京国際フォーラム）ネディックスの店員
- 2019年3月～6月、『夢現無双 -吉川英治原作「宮本武蔵」より-／クルンテープ　天使の都』青木丹左衛門、新人公演：沢庵宗彭（本役：光月るう）
- 2019年7月～8月、『ON THE TOWN』（梅田芸術劇場メインホール）ウーパーマン
- 2019年10月〜12月、『I AM FROM AUSTRIA -故郷は甘き調べ-』マイケル、新人公演：ホルガー（本役：千海華蘭）
- 2020年2月、『出島小宇宙戦争』（梅田芸術劇場シアター・ドラマシティ、東京建物 Brillia HALL）ヨシトキ
- 2020年9月～2021年1月、『WELCOME TO TAKARAZUKA -雪と月と花と-／ピガール狂騒曲 〜シェイクスピア原作「十二夜」より〜』
- 2021年3月、『幽霊刑事（デカ）～サヨナラする、その前に～』（宝塚バウホール）
- 2021年5月～8月、『桜嵐記／Dream Chaser』義三
- 2021年10月～11月、『川霧の橋 -山本周五郎作「柳橋物語」「ひとでなし」より-／Dream Chaser -新たな夢へ-』（博多座）菊三
- 2022年1月～3月、『今夜、ロマンス劇場で／FULL SWING!』警官
- 2022年5月、『Rain on Neptune』（舞浜アンフィシアター）エメラルド
- 2022年7月～10月、『グレート・ギャツビー』居候
- 2023年2月～4月、『応天の門 -若き日の菅原道真の事-／Deep Sea -海神たちのカルナバル-』源信
- 2023年6月、『月の燈影』（宝塚バウホール）莚蔵
- 2023年8月～11月、『フリューゲル -君がくれた翼-／万華鏡百景色』カール・ベルクマン
- 2024年1月、『G.O.A.T ～Greatest Of All Time～』（梅田芸術劇場メインホール）
- 2024年3月～7月、『Eternal Voice 消え残る想い／Grande TAKARAZUKA 110!』ウィリアム
- 2024年8月～9月、『琥珀色の雨にぬれて／Grande TAKARAZUKA 110!』（全国ツアー）アルマン
- 2024年11月～2025年3月、『ゴールデン・リバティ／PHOENIX RISING -IN THE MOONLIGHT-』ボーグナイン／レセップス　退団公演